# Presa multipla

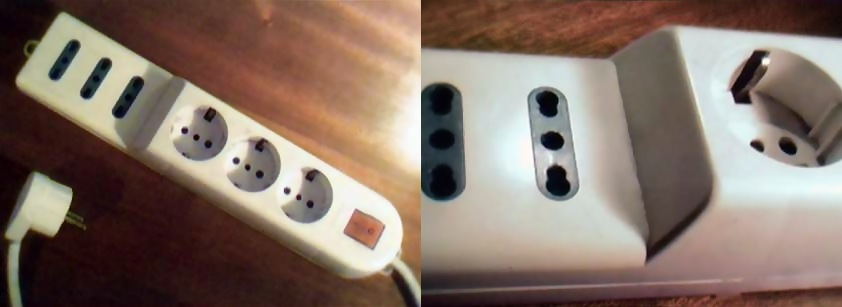
Una presa multipla con 2 tipi diversi di prese: tipo L (italiana a 3 poli) e tipo F (tedesca a 2 poli)

La presa multipla o multipresa è un oggetto, molto diffuso nelle abitazioni, che consente di moltiplicare una presa elettrica esistente in più prese, consentendo così l'allacciamento di più apparecchi elettrici. Ne esistono due tipi, il primo è l'adattatore multiplo (comunemente detto tripla), mentre il secondo è la ciabatta. Spesso le prese sono bipasso e bipasso L.

## Adattatore multiplo (tripla)

Multipresa

L'adattatore elettrico (multiplo) è un blocco che permette di moltiplicare una presa elettrica. La tipologia più classica è quella con tre prese, di cui due ai lati dell'adattatore. Ne esistono anche altre tipologie a due prese ai lati e a quattro prese, con due per lato.
La portata di questi adattatori, secondo le norme italiane, non può superare i 1500 watt.

## Ciabatta
La ciabatta elettrica è simile a un cavo di prolunga, solo che anziché essere montata una presa volante semplice, viene montata una scatola con una serie di prese. È più potente dell'adattatore multiplo e consente di allacciare utilizzatori elettrici con un maggiore assorbimento. Esistono diverse tipologie di ciabatte per numero e posizione prese, tipologie di prese, con o senza fusibile di protezione, con o senza tasto di accensione (messa in tensione), ecc.
Il suo utilizzo è molto comune dove le prese sono di difficile accesso, per allacciare il computer e le varie periferiche e per l'impianto TV.

## Pericoli
La presa multipla è un oggetto molto diffuso nelle abitazioni, perché consente, anche a chi non ha le competenze per installare una nuova presa elettrica, di aumentare le prese potendo così allacciare più apparecchi. Nonostante ciò, è un oggetto che può rivelarsi pericoloso se non usato con le adeguate precauzioni. Può, infatti sovraccaricare la presa surriscaldandola.
Nell'utilizzo delle prese multiple bisogna cercare di evitare di inserire più adattatori in uno e di collegare solo apparecchi che rispettano il limite di portata scritto nell'adattatore.